# José de Guzmán y Guevara
 José de Guzmán y Guevara  (Madrid, 22 de septiembre de 1709-Ibidem, 19 de diciembre de 1781), VI  marqués de Montealegre, XIII conde de Oñate, VII conde de Castronuevo, VI marqués de Quintana del Marco, IV marqués de Guevara, IV conde de Campo Real, VII conde de los Arcos y VIII conde de Villamediana, fue un aristócrata español que sirvió en la Real Casa. 

## Biografía
Hijo de Sebastián Guzmán de Spínola, V marqués de Montealegre y de Melchora Vélez Ladrón de Guevara, VII condesa de Villamediana, XII condesa de Oñate, III marquesa de Guevara y III condesa de Campo Real, su padre y abuelo habían sido fieles servidores de la Real Casa como Sumilleres de Corps del rey ambos.
En 1740 juró el cargo de Gentilhombre de la Cámara del Príncipe de Asturias Fernando por influencia segura de su padre, ya por entonces muy cercano al Príncipe. Al subir este al trono, y tener su padre primero la futura de Sumiller y ser luego Sumiller titular, fue elegido como uno de los seis Gentileshombres que debían servir personalmente al Monarca. 
Al fallecer su padre, en 1757, el rey Fernando VI lo eligió, a su vez, como su Sumiller de Corps, cargo que ocupó brevemente ya que enseguida se le nombró Mayordomo mayor de la reina Bárbara de Braganza al fallecer en 1758 Francisco Gonzaga, I duque de Solferino. La reina moriría poco después, pero el rey ya en estado mental débil, le mantuvo.
Con la llegada al trono de Carlos III, deseando el monarca premiar la fidelidad de Montealegre y dado que traía de Nápoles a su propio Sumiller de confianza, el duque de Losada, el rey le nombró, en diciembre de 1760, su Mayordomo mayor y, por tanto, Jefe de su Real Casa, puesto que desempeñó hasta su muerte, 21 años después.

## Familia
Contrajo matrimonio el 10 de agosto de 1728, en la Iglesia de San Sebastián de Madrid, con María Feliche Fernández de Córdoba y Spínola (1705-1748), hija de Nicolás Fernández de Córdoba y de la Cerda, X duque de Medinaceli, IX duque de Feria,X duque de Segorbe, XI duque de Cardona, VIII duque de Alcalá de los Gazules, VII marqués de Montalbán, IX marqués de Priego, VII marqués de Villafranca, conde de Zafra, etc.
Casó en segundas nupcias el 21 de septiembre de 1749, también en Madrid, con Buenaventura (Ventura Francisca) Fernández de Córdoba Folch de Cardona Requesens y de Aragón (1712-1768), XI duquesa de Sessa, IX duquesa de Baena, X duquesa de Soma, XV condesa de Cabra, XVI condesa de Palamós, X condesa de Oliveto, XVI condesa de Trivento, condesa de Avellino, XX vizcondesa de Iznájar, XXI baronesa de Bellpuig. 
Le sucedió, de su primer matrimonio, su hijo Diego Ventura de Guzmán y Fernández de Córdoba (1738-1805).